# Cerro El Puntudo
Cerro El Puntudo es una elevación argentina que se encuentra en el municipio de Cañadón Seco, Patagonia argentina, pudiendo divisarse desde el pueblo, el Océano Atlántico y en las noches a la ciudad de Caleta Olivia y alrededores.
Es integrante de la formación geológica Meseta patagónica, que presenta en este sector una cadena de cerros a lo largo de un árido cañadón sin vestigios de agua pero con riquezas petrolíferas.

## Datos
Es una elevación importante y pintoresca que se puede divisar a la entrada del municipio desde el norte, la cual se eleva a 303 metros de altura sobre el nivel del mar. Dado la orografía del lugar, el cerro se puede divisar desde varios puntos de la región, desde 0 a 20 kilómetros de distancia a la redonda.
Además el cerro representa el deseo que Cañadón Seco se destaque en el tiempo, como el "Puntudo" lo hace entre las mesetas que lo rodean; por la calidad, el empeño y la fuerza de su gente.

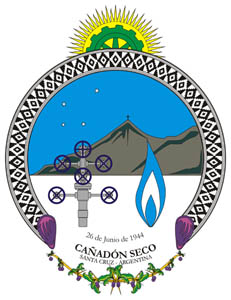
Escudo de Cañadón Seco, de fondo se puede apreciar el famoso Cerro Puntudo.

## Acceso al lugar
El Cerro ofrece la posibilidad de acceder a este impresionante paisaje en automóvil, sin embargo no hay nada mejor que ascender con arrojo y ansiedad, y una vez alcanzada la meta, disfrutar de la multitud de sensaciones que allí esperan para tornar más que válido el esfuerzo previo.

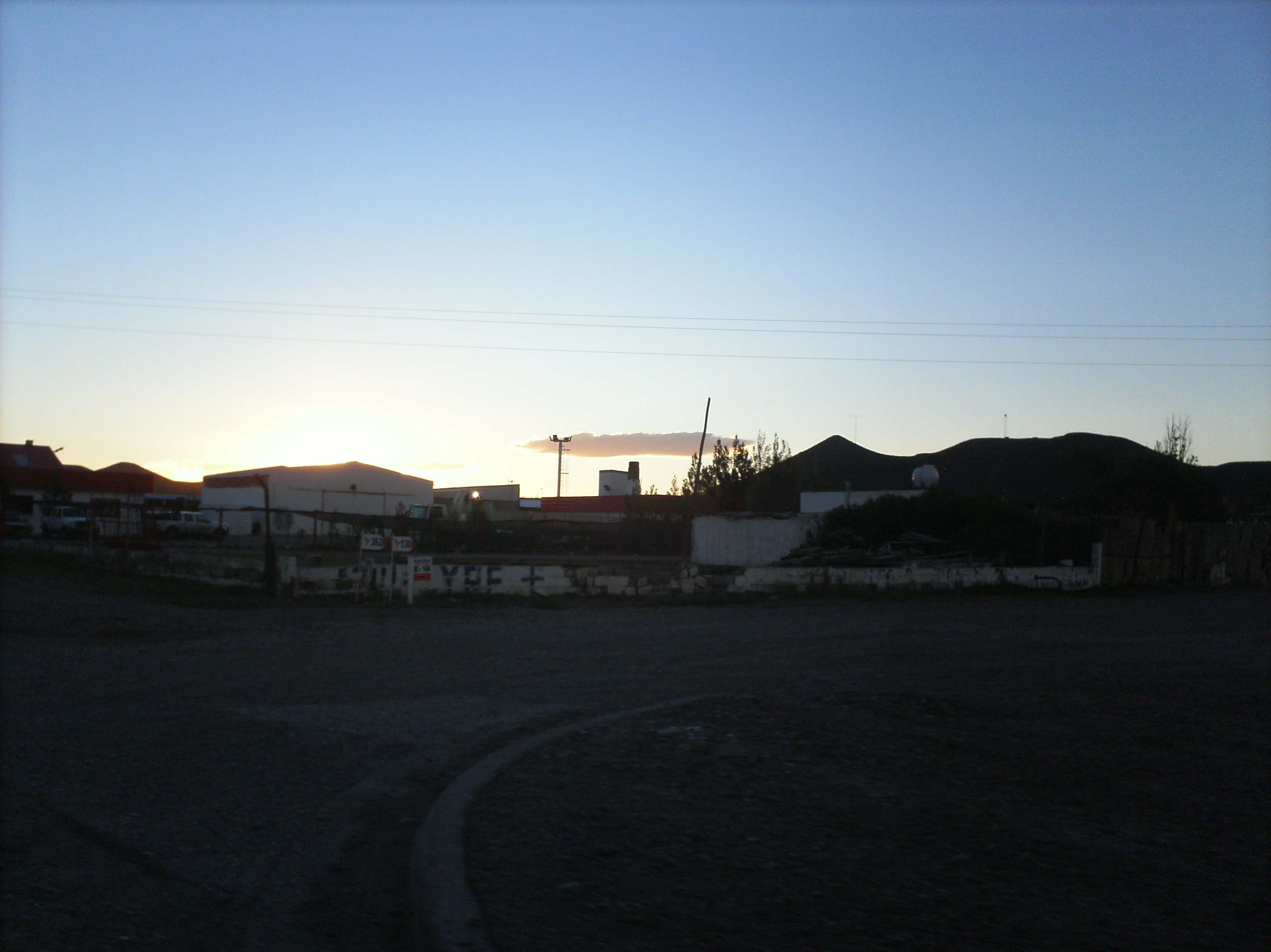
El cerro sobresaliendo en el paisaje de Cañadón

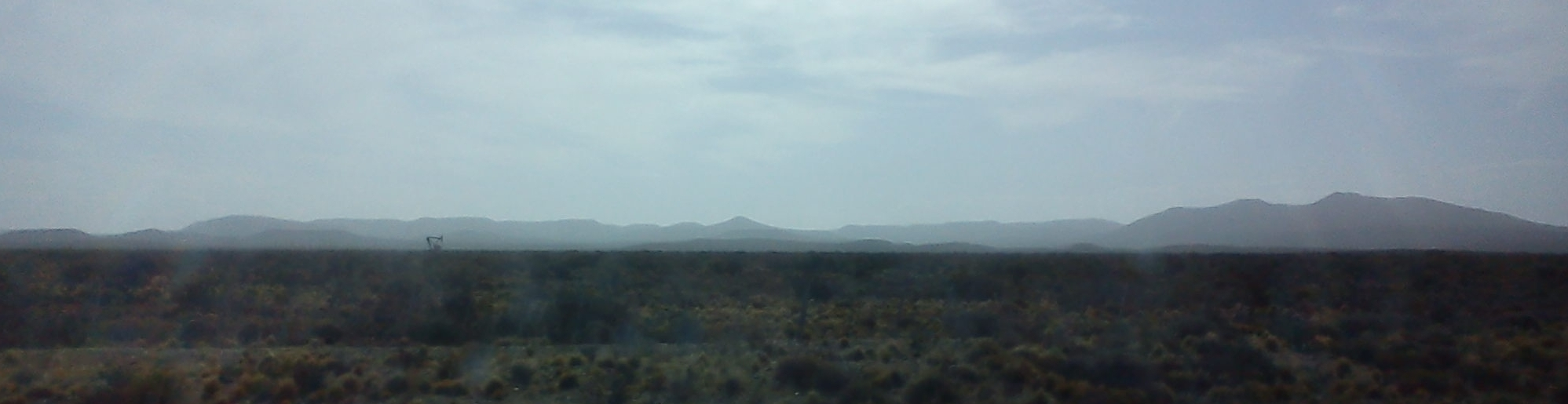
Panorámica de la cadena montañosa, en el centro se destaca el pico del cerro.